# モンキーボーン
『モンキーボーン』（原題: Monkeybone）は、2001年にアメリカで製作されたファンタジー映画。
原案はKaja Blackleyのグラフィック・ノベル「Dark Town」。

## ストーリー
世界的人気を持つ漫画家のスチュは、最新作『モンキーボーン』を完成させ、それを披露するパーティに参加していた。だが、新しいキャラクターを産み出すだけの自分の仕事や、自分を利用している映画業界にもうんざりしていた彼は、恋人のジュリーを誘ってパーティを抜け出すのだった。しかし、その道中に交通事故に合ってしまったスチュは、昏睡状態に陥ってしまう。その後、目を覚ました彼の前に広がっていたのは、この世のものとは思えない世界「ダーク・タウン」だった。そこは人間の悪夢から創られたイマジネーションの世界で、そこでスチュは驚くべき人物と遭遇する。それは自分が産み出したキャラクターであるモンキーボーンだった。

## キャスト
| 役名                                                            | 俳優                                         | 日本語吹替 |
| --------------------------------------------------------------- | -------------------------------------------- | ---------- |
| ステュ・マイリー                                                | ブレンダン・フレイザー                       | 森川智之   |
| モンキーボーンの声                                              | ジョン・タトゥーロ                           | 高木渉     |
| ジュリー・マケルロイ                                            | ブリジット・フォンダ                         | 渡辺美佐   |
| デス                                                            | ウーピー・ゴールドバーグ                     | 小宮和枝   |
| ハーブ （ステュの経済担当）                                     | デイビッド・フォーリー                       | 岡野浩介   |
| オルガン・ドナー・ステュ （スチュがのりうつった体操選手の死体） | クリス・カッテン                             | 長島雄一   |
| ヒプノス                                                        | ジャンカルロ・エスポジート                   | 後藤哲夫   |
| キティ （猫娘）                                                 | ローズ・マッゴーワン                         | 松井菜桜子 |
| キミー・マイリー （ステュの姉）                                 | ミーガン・マラリー                           | 坂本千夏   |
| デスの助手                                                      | トーマス・ヘイデン・チャーチ ※ノンクレジット | 長嶝高士   |

## スタッフ
- 監督：ヘンリー・セリック
- 製作：マイケル・バーナサン、マーク・ラドクリフ
- 製作総指揮：ヘンリー・セリック、クリス・コロンバス、ラタ・ライアン、サム・ハム
- 脚本：サム・ハム
- 撮影：アンドリュー・ダン
- 音楽：アン・ダッドリー